# Pisangsambo
Pisangsambo is een bestuurslaag in het regentschap Karawang van de provincie West-Java, Indonesië. Pisangsambo telt 7881 inwoners (volkstelling 2010).